# Curt McDowell
Curtis A. McDowell (9 de gener de 1945 - 3 de juny de 1987) va ser un director de cinema underground estatunidenc.

## Biografia
McDowell va néixer l'any 1945 a Indiana. Es va traslladar a San Francisco a finals de la dècada de 1960 per estudiar pintura al San Francisco Art Institute.
Després de canviar al programa de realització de pel·lícules a SFAI, McDowell va estudiar amb George Kuchar, qui va descriure el seu metratge com les "prolífiques regurgitacions d'un 'enfant terrible'". Ambdós es van convertir en parella romàntica i artística. McDowell va dirigir el llargmetratge Thundercrack ! el 1975.
McDowell va morir de SIDA el 3 de juny de 1987. Va deixar la seva obra a Robert Evans, propietari del Roxie Theatre. Després que Evans també va contreure el VIH, va transferir la propietat del treball de McDowell als amics que van establir la Fundació Curt McDowell.
L'Academy Film Archive ha conservat una sèrie de pel·lícules de Curt McDowell, com ara Beaver Fever, Peed into the Wind i Confessions.